# Tetramicra eulophiae
Tetramicra eulophiae är en orkidéart som först beskrevs av Heinrich Gustav Reichenbach, och fick sitt nu gällande namn av Heinrich Gustav Reichenbach och August Heinrich Rudolf Grisebach. Tetramicra eulophiae ingår i släktet Tetramicra och familjen orkidéer.
Artens utbredningsområde är Kuba. Inga underarter finns listade i Catalogue of Life.